# Pont Marie
Pont Marie je silniční most přes řeku Seinu v Paříži. Nachází se ve 4. obvodu, kde spojuje pravý břeh a ostrov sv. Ludvíka. Most byl pojmenován po svém staviteli, kterým byl Christophe Marie. Je chráněn jako historická památka.

## Historie
Pont Marie je po Pont Neuf druhým nejstarším mostem v Paříži. Poprvé byl vystavěn ze dřeva v letech 1614–1635 při urbanizaci ostrova sv. Ludvíka. Na mostě stálo 50 domů. V roce 1658 zničila povodeň dva jižní oblouky a 20 domů. V roce 1660 byl most obnoven. V roce 1677 začala stavba kamenného mostu na popud ministra Colberta. V roce 1769 byla na pařížských mostech zakázána výstavba domů a v roce 1786 byly stavby na tomto mostě odstraněny. V roce 1851 prošel most rekonstrukcí a roku 1887 byl zapsán mezi historické památky.

## Architektura
Most je kamenný o pěti obloucích, jejichž rozpětí je odlišné (14–18 m). Celková délka mostu činí 92 metry a šířka 22,60 metrů (14,60 m vozovka a 4 metry každý chodník).